# Gerd Müller

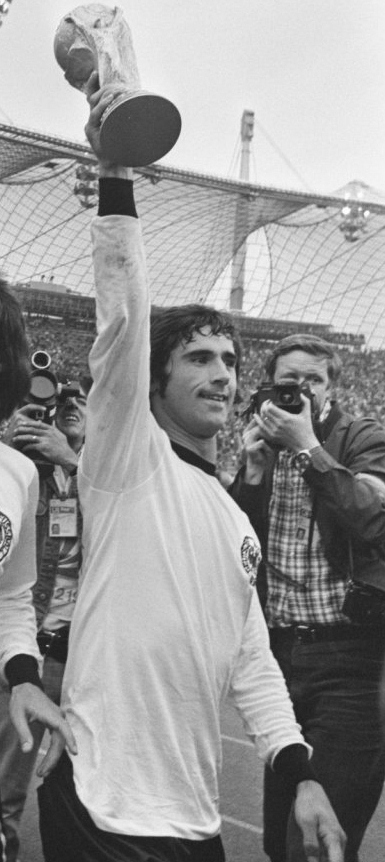
Müller (1974)

Gerd Müller (n. 3 noiembrie 1945, Nördlingen, zona de ocupație americană în Germania⁠(d) – d. 15 august 2021, Wolfratshausen, Bavaria, Germania) a fost un jucător de fotbal german care a evoluat la Bayern München. Cu aceasta, el a cucerit 3 Cupe ale Campionilor Europeni  (actuala UCL) consecutive, 1974, 1975 și 1976. Cu echipa Germaniei a câștigat Campionatul Mondial din 1974 și Campionatul European din 1972.
Cu recordurile naționale de 68 de goluri în 62 de prezențe internaționale, 365 de goluri în 437 meciuri de Bundesliga, și cu recordul internațional de 79 goluri în 74 meciuri europene între echipe de club, a fost cel mai de succes atacant al epocii sale. Numai Romário și Pelé îl depășesc într-un clasament „all-time” al golurilor marcate. Numele sale de alint au fost „Bomber der Nation” („Bombardierul națiunii”) și „Kleines dickes Müller” („Müller cel mic și gras”).
În 1970 Müller a fost ales Fotbalistul European al Anului, după un sezon de succes cu Bayern München, marcând și 10 goluri la Campionatul Mondial din 1970.

## Premii obținute
- Gheata de aur 1970, 1972

## Statistici
| Performanță la club      | Performanță la club      | Performanță la club      | Campionat | Campionat | Cupă    | Cupă   | Continental | Continental | Continental | Altele  | Altele | Total   | Total  | Note                    |
| Sezon                    | Club                     | Ligă                     | Meciuri   | Goluri    | Meciuri | Goluri | Comp        | Meciuri     | Goluri      | Meciuri | Goluri | Meciuri | Goluri | Note                    |
| ------------------------ | ------------------------ | ------------------------ | --------- | --------- | ------- | ------ | ----------- | ----------- | ----------- | ------- | ------ | ------- | ------ | ----------------------- |
| 1963–64                  | TSV 1861 Nördlingen      | Bezirksliga Schwaben     | 31        | 51        | —       | —      | —           | —           | —           | —       | —      | 31      | 51     |                         |
| 1964–65                  | Bayern München           | Regionalliga Süd         | 26        | 33        | —       | —      | —           | —           | —           | 6       | 6      | 32      | 39     |                         |
| 1965–66                  | Bayern München           | Bundesliga               | 33        | 15        | 6       | 1      | —           | —           | —           | —       | —      | 39      | 16     |                         |
| 1966–67                  | Bayern München           | Bundesliga               | 32        | 28        | 4       | 7      | CWC         | 9           | 8           | —       | —      | 45      | 43     | [ stats 2 ]             |
| 1967–68                  | Bayern München           | Bundesliga               | 34        | 19        | 4       | 4      | CWC         | 8           | 7           | —       | —      | 46      | 30     |                         |
| 1968–69                  | Bayern München           | Bundesliga               | 30        | 30        | 5       | 7      | —           | —           | —           | —       | —      | 35      | 37     |                         |
| 1969–70                  | Bayern München           | Bundesliga               | 33        | 38        | 3       | 4      | EC          | 2           | 0           | —       | —      | 38      | 42     |                         |
| 1970–71                  | Bayern München           | Bundesliga               | 32        | 22        | 7       | 10     | ICFC        | 8           | 7           | —       | —      | 47      | 39     |                         |
| 1971–72                  | Bayern München           | Bundesliga               | 34        | 40        | 6       | 5      | CWC         | 8           | 5           | —       | —      | 48      | 50     |                         |
| 1972–73                  | Bayern München           | Bundesliga               | 33        | 36        | 5       | 7      | EC          | 6           | 12          | 5       | 12     | 49      | 67     | [ stats 3 ]             |
| 1973–74                  | Bayern München           | Bundesliga               | 34        | 30        | 4       | 5      | EC          | 10          | 8           | —       | —      | 48      | 43     | [ stats 4 ]             |
| 1974–75                  | Bayern München           | Bundesliga               | 33        | 23        | 3       | 2      | EC          | 7           | 5           | —       | —      | 43      | 30     | [ stats 5 ]             |
| 1975–76                  | Bayern München           | Bundesliga               | 22        | 23        | 6       | 7      | EC          | 7           | 5           | —       | —      | 34      | 35     | [ stats 6 ]             |
| 1976–77                  | Bayern München           | Bundesliga               | 25        | 28        | 4       | 11     | EC          | 4           | 5           | —       | —      | 37      | 48     | [ stats 7 ] [ stats 8 ] |
| 1977–78                  | Bayern München           | Bundesliga               | 33        | 24        | 3       | 4      | UEFA        | 6           | 4           | —       | —      | 42      | 32     | [ stats 9 ]             |
| 1978–79                  | Bayern München           | Bundesliga               | 19        | 9         | 2       | 4      | —           | —           | —           | —       | —      | 21      | 13     |                         |
| Total                    | Bayern München           | Bundesliga               | 427       | 365       |         |        |             |             |             |         |        |         |        |                         |
| Total                    | Bayern München           | Bayern total             | 453       | 398       | 62      | 78     | —           | 79          | 70          | 11      | 18     | 605     | 564    |                         |
| Total în fotbalul german | Total în fotbalul german | Total în fotbalul german | 484       | 449       | 62      | 78     | —           | 79          | 70          | 13      | 20     | 636     | 615    |                         |
| 1979                     | Fort Lauderdale Strikers | NASL                     | 25        | 19        | —       | —      | —           | —           | —           | —       | —      | 25      | 19     |                         |
| 1980                     | Fort Lauderdale Strikers | NASL                     | 29        | 14        | —       | —      | —           | —           | —           | —       | —      | 29      | 14     |                         |
| 1981                     | Fort Lauderdale Strikers | NASL                     | 17        | 5         | —       | —      | —           | —           | —           | —       | —      | 17      | 5      |                         |
| Total                    | Fort Lauderdale Strikers | NASL                     | 71        | 38        | —       | —      | —           | —           | —           | —       | —      | 71      | 38     |                         |
| Total carieră            | Total carieră            | Total carieră            | 555       | 487       | 62      | 78     | —           | 79          | 70          | 11      | 18     | 707     | 653    |                         |